# San Marco Argentano
San Marco Argentano är en ort och kommun i provinsen Cosenza i regionen Kalabrien i Italien. Kommunen hade 7 400 invånare (2018).